# Maesobotrya purseglovei
Maesobotrya purseglovei là một loài thực vật có hoa trong họ Diệp hạ châu. Loài này được Verdc. mô tả khoa học đầu tiên năm 1952.